# Station Waarloos
Het station Waarloos was een spoorwegstation op de vroegere spoorlijn 27B (Weerde - Antwerpen-Zuid) in de eveneens vroegere gemeente Waarloos die sinds 1977 onderdeel uitmaakt van de fusiegemeente Kontich.